# Venusia inefficax
Venusia inefficax là một loài bướm đêm trong họ Geometridae.